# Wirwignes
Wirwignes (flämisch: Willewine) ist eine französische Gemeinde mit 743 Einwohnern (Stand: 1. Januar 2022) im Département Pas-de-Calais in der Region Hauts-de-France. Sie gehört zum Arrondissement  Boulogne-sur-Mer und zum Kanton  Desvres. Die Einwohner werden Wirwignois genannt.

## Geographie
Wirwignes liegt etwa 13 Kilometer südöstlich von Boulogne-sur-Mer an der Liane. Die Gemeinde gehört zum Regionalen Naturpark Caps et Marais d’Opale.
Umgeben wird Wirwignes von den Nachbargemeinden Crémarest im Norden und Osten, Desvres im Osten und Südosten, Longfossé im Süden und Südosten, Wierre-au-Bois im Süden, Questrecques im Westen und Südwesten sowie Baincthun im Westen und Nordwesten.

## Bevölkerungsentwicklung
| Jahr                      | 1962 | 1968 | 1975 | 1982 | 1990 | 1999 | 2006 | 2013 |
| Einwohner                 | 530  | 507  | 492  | 528  | 638  | 682  | 686  | 739  |
| Quelle: Cassini und INSEE |      |      |      |      |      |      |      |      |

## Sehenswürdigkeiten
- Kirche Saint-Quentin aus dem 15. Jahrhundert
- Schloss Quenneval aus dem 17. Jahrhundert
- Herrenhaus aus dem 17. Jahrhundert

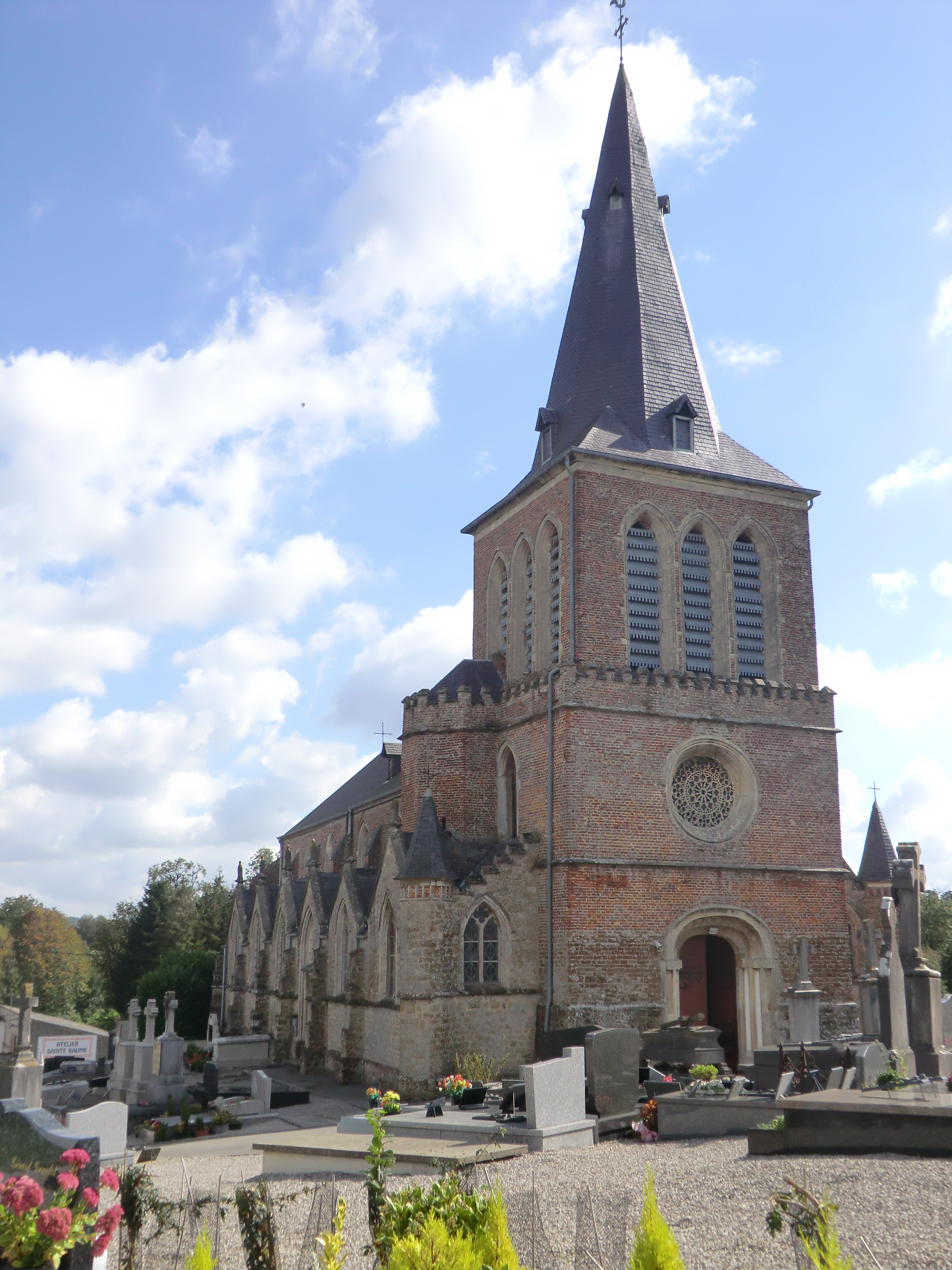
Kirche Saint-Quentin

## Persönlichkeiten
- Jules Harlé (1916–1999), römisch-katholischer Geistlicher und Weihbischof in Arras